# آلان ويلسون
آلان تشارلس ويلسون (بالإنجليزية: Allan Charles Wilson)‏ عالم أمريكي من أصل نيوزيلندي، كان أستاذا للكيمياء الحيوية في جامعة كاليفورنيا، بركلي، ورائدا في استخدام النهُج الجزيئية لفهم التغييرات التطورية وإعادة بناء شجرة الأنساب، والنيوزيلندي الوحيد الفائز ببرنامج زمالة ماك آرثر.